# Louise Abbéma
Louise Abbéma (Étampes (Essonne), 30 d'octubre de 1853 – París, 10 de juliol de 1927) va ser una pintora, escultora i dissenyadora francesa d'estil impressionista.

## Biografia

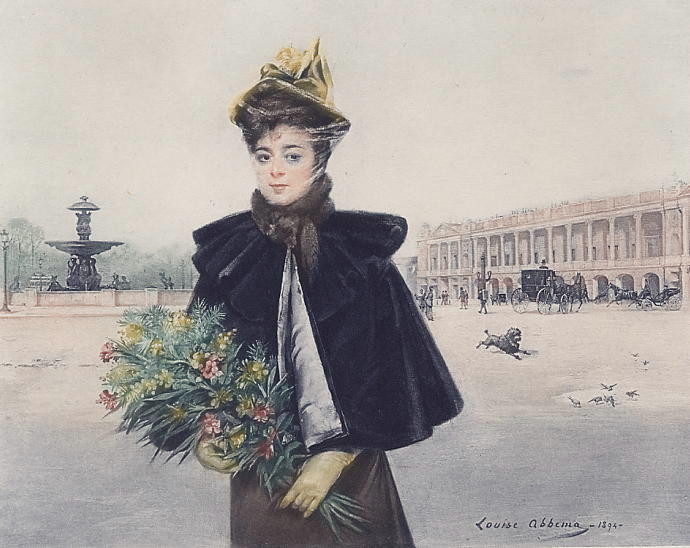
Matin d'avril (Matí d'abril), obra de Louise Abbéma, oli sobre llenç, 1894

Va néixer en el si d'una família acabalada d'amants de l'art, i era neta de l'actriu Louise Contat i del comte Louis de Narbona. Els seus pares la van introduir en els cercles d'artistes de l'època.
Al final del segle XX va rebre més atenció crítica i històrica a causa de l'enaltiment de les contribucions de les dones a les arts als segles passats, per això, les seves obres han pogut gaudir d'una renovada popularitat.

## Obra i reconeixements

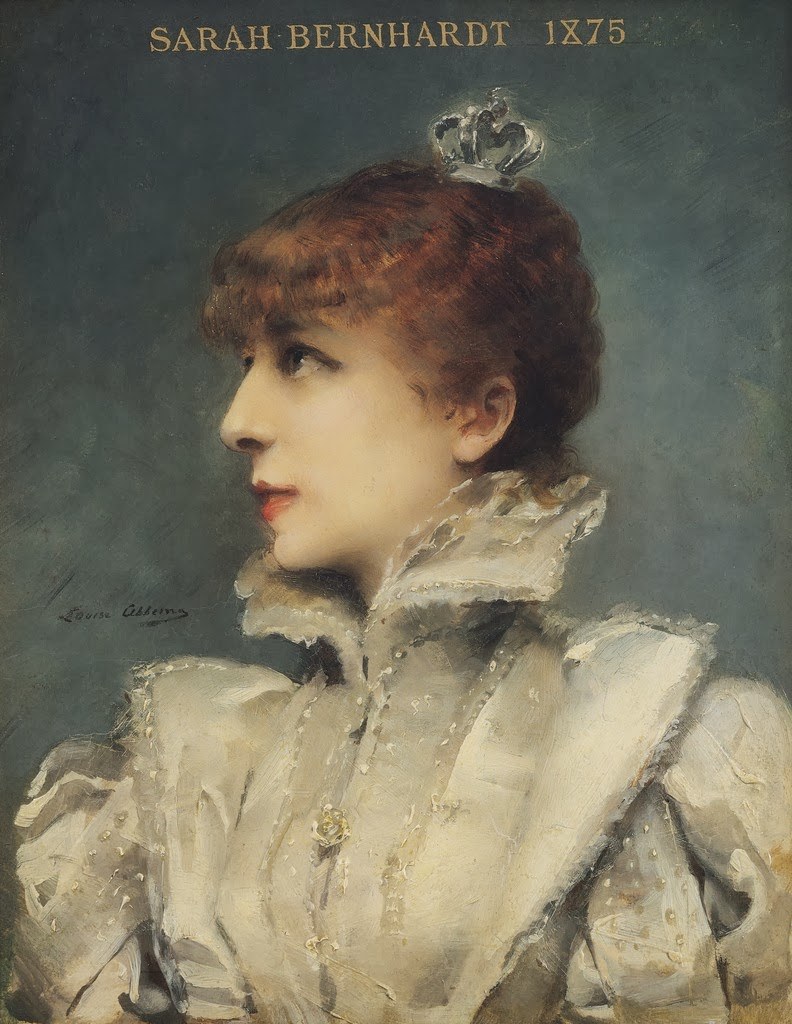
Retrat de Sarah Bernhardt, 1875

Abbéma va començar a pintar a una edat primerenca i va estudiar amb persones notables de l'època, com Charles Joshua Chaplin en 1873, Emile Auguste Carlus-Duran un any després i més tard amb Jean-Jacques Henner. Va rebre reconeixement pel seu treball als seus 18 anys quan va pintar un retrat de Sarah Bernhardt, la seva amiga de tota la vida, i a la qual molts consideren el seu amor. El seu estil és conservador i no mostra res dels corrents creadors de la seva època, fundadores de l'art modern.
Per suggeriment de Carolus-Duran, va exposar regularment en el Saló de París des de 1874, on va rebre un esment honorífic pels seus panells en 1881.
Va treballar en un estudi de París al carrer Blanche 91, i a partir de 1876 al carrer Laffitte 47. Els seus retrats de famosos contemporanis li van garantir l'èxit de la seva carrera. Inicialment retratava principalment a homes i dones membres de la Comédie-Française amb els seus vestits, com Jeanne Samary (1879) i Barretta Blanche (1880). Alguns dels seus retrats com el de Ferdinand de Lesseps (1884) van ser incloses en el Salons anuals de la Societat dels Artistes Francesos, mentre que uns altres van anar directament a les mans dels clients que els havien encarregat (per exemple, Retrat de Madame Lucien Guitry, 1876). D'algunes de les seves obres només es coneixen els comentaris fets pels seus contemporanis (per exemple: els retrats dels seus mestres Jean-Jacques Henner, Emile Auguste Carolus-Duran en 1880]i l'arquitecte francès Charles Garnier). Més retrats realitzats per Abbéma són els de Pedro II, Emperador de Brasil, Paul Mantz (1879) i Charles Joshua Chaplin.

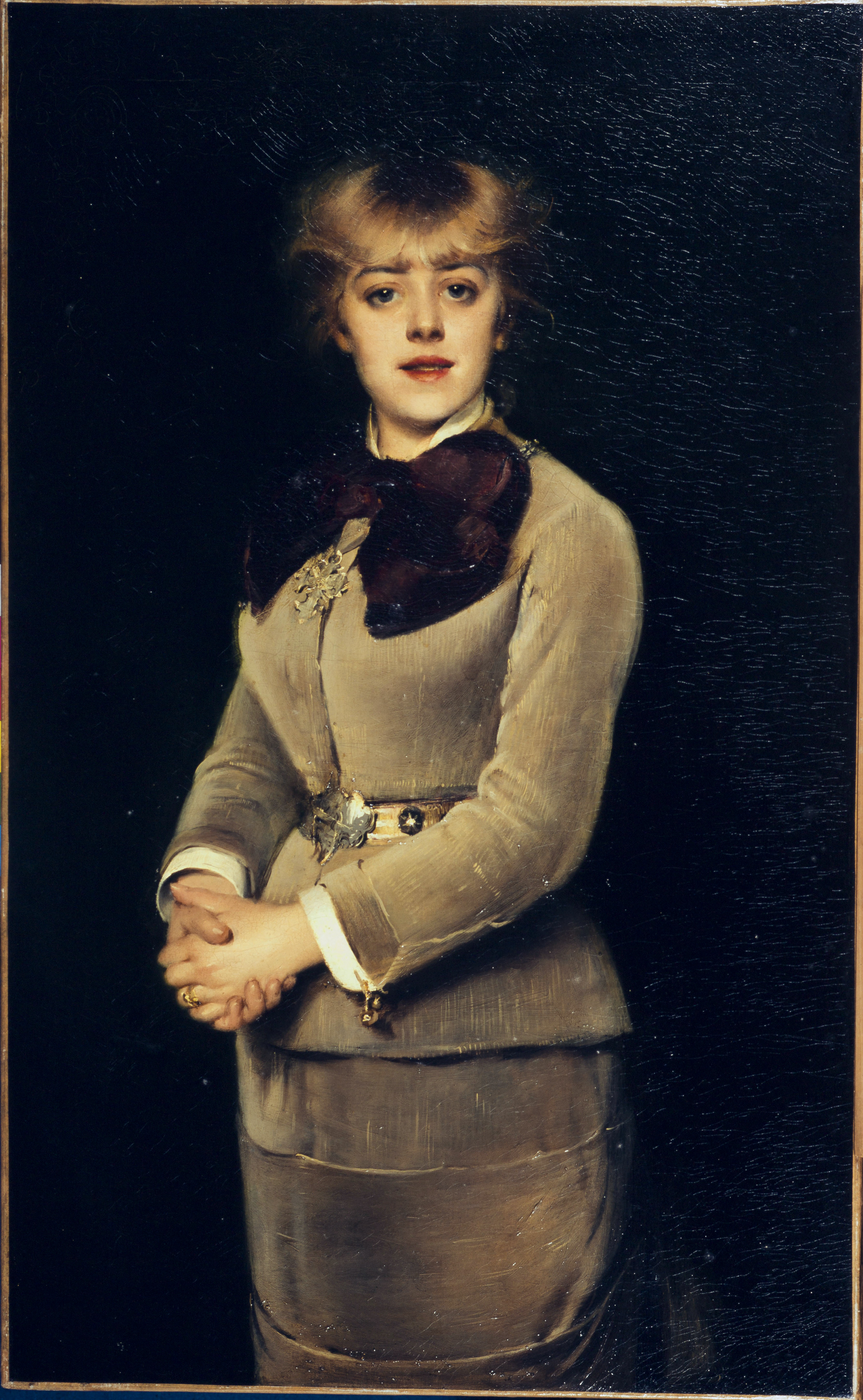
Retrat de Jeanne Samary (1879) Museu Carnavelet, París.

Abbéma es va especialitzar en pintures a l'oli o amb aquarel·les, i moltes de les seves obres mostren la influència dels pintors xinesos i japonesos, així com de mestres contemporanis com Édouard Manet. La seva afició per les flors es reflecteix en moltes de les seves obres.
Amb menys freqüència va realitzar paisatges o pintures marines (el primer va ser en 1874 ‘El Senyor i la Senyora de Grièges', ‘El Baró de Dourdan i el gos Molda en Tréport’), sent més freqüents els interiors com la pintura a l'oli ‘Esmorzar en l'hivernacle’ (1877, ara en el Museu de Belles arts a Pau), on es representa a l'actor Emile de Najac, els seus pares i germana Jeanne i Sarah Bernhardt.
Durant la construcció dels ajuntaments dels districtes parisencs 7, 10 i 20 va ser Abbéma l'encarregada de l'execució de les pintures murals decoratives d'aquestes càmeres municipals. També va crear pintures per a altres edificis de la capital francesa, com ‘Gismonda i les dones de Samaria’ i ‘Urraca’ (1904 i 1907 exposats avui en el Saló de París) per al Teatre Sarah Bernhardt (avui Teatre de la Ville), temes al·legòrics per al Museu de l'Exèrcit i la sala de la Societat Nacional d'Horticultura de França, així com pintures per a l'Òpera de París. També va treballar en edificis construïts fora de París, com una pintura de l'abadia de Fécamp i un retrat de la duquessa Ana de Bretanya (1911) per al Gran Saló de l'Ajuntament de Redon. També va realitzar un panell per a l'antic palau del governador de Dakar (Senegal). Molts dels gravats d'Abbéma, la majoria són retrats, es poden trobar en l'antiga col·lecció de JJ Meier en la Galeria d'art de Bremen.
Abbéma també va estar entre els artistes les obres dels quals van ser exhibides a l'edifici de la Dona en 1893 durant l'Exposició Universal de Chicago (1893). Entre aquestes obres estava un bust de Sarah Bernhardt esculpit per Abbéma.
Abbéma no solament va ser coneguda com a pintora, artista gràfica i escultora sinó que també va ser una consumada dissenyadora, així com una escriptora que va fer contribucions regulars a les revistes Gaceta de Bellas Artes, El Arte y la Moda. Com a il·lustradora, va realitzar diversos gravats per René Maizeroys de La Mer.
Entre els molts honors que va rebre es troba la nominació com a "Pintora oficial de la Tercera República". També va ser premiada amb la medalla de bronze el 1900 durant l'Exposició Universal de París i el 1906 va ser nomenada Cavaller de l'Orde de la Legió d'Honor.

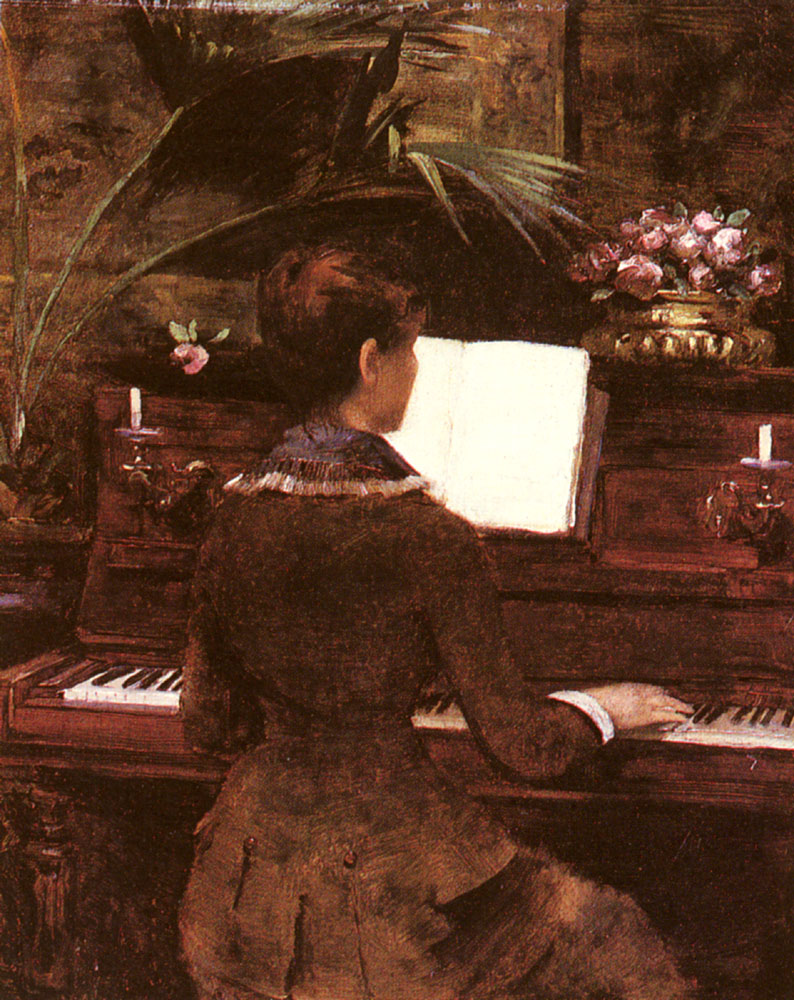
En el piano col·lecció privada.

## Obres

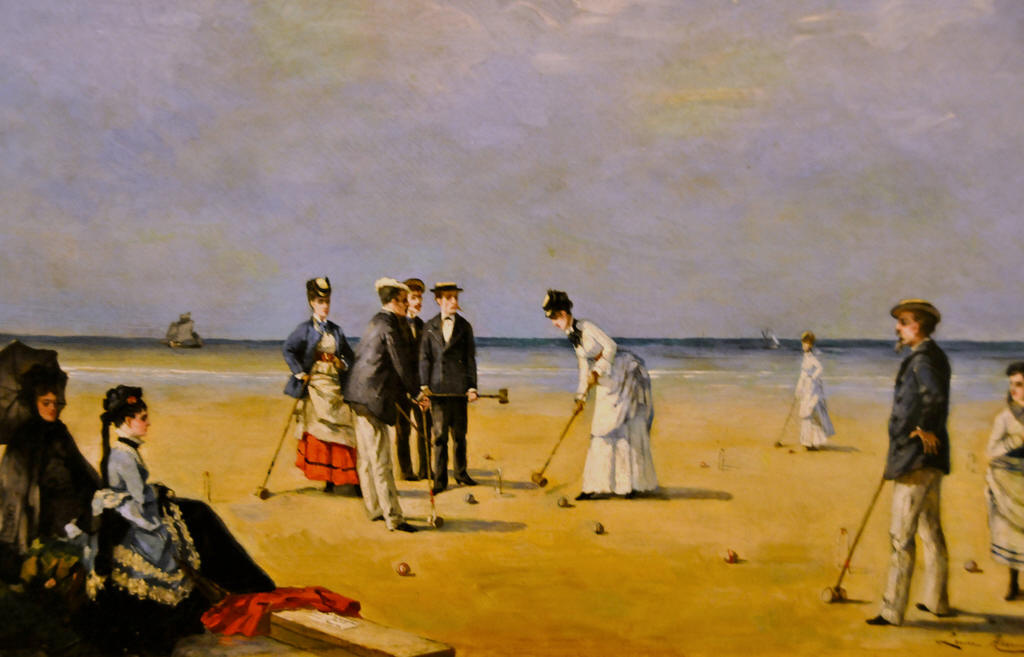
Joc de cróquet (1872) Col·lecció Tremaine Arkley, Oregon.

- Portrait de Sarah Bernhardt (1875)[1]
- Retrat de MediaWiki:Badtitletext
- Retrat de Jeanne Samary, 1880, conservé au Musée Carnavalet.
- Retrat de Carolus-Duran
- Retrat de Dom Pedro
- Retrat de Charles Garnier
- Les quatre saisons (1883) Corpus étampois, avec une appréciation de J.-K. Huysmans
- Matin d'avril, Place de la Concorde, Paris, 1894 Corpus étampois
- Dans les fleurs Musée d'Étampes
- Flora
- Éventail